# Hipotonia WIWP
Hipotonia WIWP (stylizowany zapis HipoToniA WIWP) – polska grupa muzyczna wykonująca hip-hop, zaliczana do przedstawicieli nurtu ulicznego rapu. Powstała w 2005 roku w Nowym Sączu.

## Wybrana dyskografia
Albumy
| NS unikat                   | - Data: 10 lipca 2007 - Wydawca: brak (nielegal)                 | —  |
| Wspólnie i w porozumieniu   | - Data: 22 października 2010 - Wydawca: Ciemna Strefa            | —  |
| Honor twoją amunicją        | - Data: 13 września 2013 - Wydawca: HTA Brand Label/Step Records | 39 |
| „—” album nie był notowany. |                                                                  |    |

Występy gościnne
| Album                               | Rok  | Uwagi                                                               | Źródło |
| ----------------------------------- | ---- | ------------------------------------------------------------------- | ------ |
| NON Koneksja – Eksplozja            | 2009 | „Krok za krokiem” (gościnnie: HipoToniA WIWP)                       | [ 5 ]  |
| DDK RPK – Raprodukcja: prawdy dotyk | 2009 | „O tym, co dookoła” (gościnnie: HipoToniA WIWP)                     | [ 6 ]  |
| DDK RPK – Słowo dla ludzi cz.1      | 2010 | „Od zawsze na zawsze” (gościnnie: HipoToniA WIWP, Songo, Bonus RPK) | [ 7 ]  |
| Kali – 50/50                        | 2011 | „Zakaz wstępu” (gościnnie: HipoToniA WIWP, MDM, Oscar, Ruby)        | [ 8 ]  |
| ZDR – Życia stara szkoła            | 2011 | „To nas chce ulica” (gościnnie: Szajka, HipoToniA WIWP)             | [ 9 ]  |

## Teledyski
| Tytuł                                             | Rok  | Reżyseria/Realizacja | Album                     | Źródło |
| ------------------------------------------------- | ---- | -------------------- | ------------------------- | ------ |
| „Terror” (gościnnie: Szajka, Omerta, Sendek)      | 2009 | —                    | Wspólnie i w porozumieniu | [ 10 ] |
| „Czy w to grasz?” (gościnnie: Razem Ponad Kilo)   | 2011 | —                    | Wspólnie i w porozumieniu | [ 11 ] |
| „Nasza Droga (gościnnie: Kala)”                   | 2011 |                      | Wspólnie i w porozumieniu | [ 12 ] |
| „Możesz wszystko mieć” (gościnnie: Asteya, Aicha) | 2013 | 9 Liter Filmy        | Honor twoją amunicją      | [ 13 ] |
| „Wjazd” / „Proch i pył”                           | 2013 | Dirt Video           | Honor twoją amunicją      | [ 14 ] |
| "Lepiej nie obiecuj" (gościnnie:Hipis,Songo)      | 2013 | GWARANTO             | Honor twoją amunicją      | [ 15 ] |